# Jesús Ángel Garrido
Jesús Ángel Garrido Martínez (Logroño, 26 de mayo de 1971) es un político español perteneciente a las filas del Partido Popular de La Rioja. Actualmente es portavoz del Grupo Popular en el Parlamento de La Rioja.

## Biografía e inicios
Nació en Logroño, La Rioja, en 1971. Es licenciado en Ciencias Económicas y Empresariales. Ha sido ayudante del Departamento de Economía y Estadística de la Facultad de Económicas de la Universidad de Navarra, tiene un máster profesional de Asesoría Fiscal y Tributación organizado por el Colegio de Economistas de La Rioja (2012 a 2013). De profesión es economista y asesor fiscal
Empezó su actividad política en Nuevas Generaciones del Partido Popular de La Rioja, llegando a formar parte del Comité Ejecutivo Nacional de la organización. Compaginando su vocación política con su actividad profesional, formó parte del Consejo Social de la ciudad de Logroño.
Desde 2015 es concejal en el Ayuntamiento de Villamediana de Iregua y diputado autonómico en el Parlamento de La Rioja, cargo que compagina con su responsabilidad como portavoz del Grupo Popular.

## Parlamento de La Rioja
Además de portavoz del Grupo Popular, compagina su actividad parlamentaria en el Parlamento de La Rioja como miembro de la Diputación Permanente, secretario de la Comisión de Presupuestos, y secretario de la Comisión Institucional, Desarrollo Estatutario y Régimen de la Administración Pública. También forma parte de las Comisiones de Salud, Hacienda, Educación, Formación y Empleo.